# Lashmer Whistler

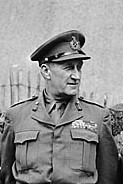
General Sir Lashmer Whistler

Sir Lashmer Gordon „Bolo“ Whistler, GCB, KBE, DSO&Bars (* 3. September 1898 in Kasauli, Distrikt Ambala, Punjab, Britisch-Indien; † 4. Juli 1963 im Cambridge Military Hospital, Aldershot, Hampshire) war ein britischer Offizier der British Army, der als General zuletzt zwischen 1953 und 1957 Oberkommandierender des Heereskommandos West (General Officer Commanding in Chief Western Command) war. Er fungierte ferner von 1953 bis 1963 als Regimentsoberst des Royal Sussex Regiment.

## Leben

### Offiziersausbildung, Erster Weltkrieg und Zwischenkriegszeit
Lashmer Gordon „Bolo“ Whistler war der Sohn von A. E. Whistler, der als Oberst in der Britisch-Indischen Armee diente, und dessen Ehefrau Florence Annie Gordon Rivett-Carnac. Nach dem Besuch der renommierten Harrow School begann er eine Offiziersausbildung am Royal Military College Sandhurst (RMCS) und wurde nach der Abschluss am 12. September 1917 als Leutnant (Second Lieutenant) in das Linieninfanterieregiment The Royal Sussex Regiment übernommen. Er nahm anschließend vom 15. Oktober 1917 bis zum 28. März 1918 am Ersten Weltkrieg an der Westfront in Frankreich und Belgien, wo er zwei Mal verwundet wurde und wofür er später mit der British War Medal und der Victory Medal ausgezeichnet wurde. Während der Deutschen Frühjahrsoffensive 1918 geriet er in Kriegsgefangenschaft des Deutschen Heeres. Nach dem Waffenstillstand von Compiègne vom 11. November 1918 und dem Ende des Ersten Weltkrieges wurde er aus der Kriegsgefangenschaft entlassen.
Nach seiner Beförderung zum Oberleutnant (Lieutenant) am 12. März 1919 diente Whistler zwischen dem 12. Mai und Oktober 1919 in Russland. Er fand neben verschiedenen Verwendungen als Offizier vom 1. April 1921 bis zum 26. März 1922 eine besondere Verwendung im Irland-Kommando sowie später zwischen dem 6. April und dem 11. Dezember 1927 eine weitere Sonderverwendung in der Unabhängigen China-Brigade in Hongkong. Er schloss im Oktober 1928 eine Qualifizierung zum Übersetzer für die italienische Sprache ab und diente zwischen dem 1. Mai 1929 und dem 30. April 1933 als Adjutant in der Territorialarmee, wo er am 30. September 1932 zum Hauptmann (Captain) befördert wurde. Im Anschluss war er vom 25. November 1933 bis zum 24. November 1936 Adjutant des Royal Sussex Regiment und diente daraufhin zwischen 1936 und 1939 im Völkerbundsmandat für Palästina, wo er am 1. August 1938 seine Beförderung zum Major erhielt.

### Zweiter Weltkrieg
Zu Beginn des Zweiten Weltkrieges war „Bolo“ Whistler nach seiner Ernennung zum kommissarischen Oberstleutnant (Acting Lieutenant-Colonel) vom 5. Februar 1940 bis März 1942 Kommandeur (Commanding Officer) des 4. Bataillons des Royal Sussex Regiment. In dieser Verwendung wurde er am 5. Mai 1940 Oberstleutnant auf Zeit (Temporary Lieutenant-Colonel) und wurde am 11. Juli 1940 für seine Verdienste im Britischen Expeditionskorps BEF (British Expeditionary Force) zum Companion des Distinguished Service Order (DSO) ernannt sowie am 29. April 1941 erstmals im Kriegsbericht erwähnt (Mentioned in dispatches). Er war zwischen dem 10. März und dem 1. April 1942 erstmals kommissarischer Kommandeur der 133. Infanteriebrigade und wurde am 2. Juli 1942 in den Rang eines Majors zurückversetzt. Am 13. August 1942 wurde er wieder Oberstleutnant auf Zeit und fungierte zwischen dem 24. August und dem 3. September 1942 als kommissarischer Kommandeur (Acting Commanding Officer) der in Nordafrika eingesetzten 133. Infanteriebrigade. Nachdem er am 4. September 1942 sowohl zum kommissarischen Oberst (Acting Colonel) als auch zum kommissarischen Brigadegeneral (Acting Brigadier) ernannt worden war, fungierte er bis zum 26. November 1942 als Kommandeur der 133. Infanteriebrigade. Danach war er mit einer kurzen Unterbrechung vom 29. November 1942 bis zum 28. Januar 1944 Kommandeur der ebenfalls in Nordafrika und später in Italien eingesetzten 131. Lastwagenbrigade (131st Lorried Brigade). In dieser Verwendung wurde er am 4. März 1943 in den kriegsdienstbezogenen Dienstgrad eines Oberstleutnants (War Substantive Lieutenant-Colonel) sowie zum Oberst auf Zeit (Temporary Colonel) und zum Brigadegeneral auf Zeit (Temporary Brigadier) ernannt. Für seine Verdienste in dieser Zeit wurde ihm am 22. April 1943 sowie am 14. Januar 1944 jeweils eine Spange (Bar) zum Distinguished Service Order verliehen.
Im weiteren Kriegsverlauf war er zwischen dem 28. Januar und dem 22. Juni 1944 Kommandeur der 160. Infanteriebrigade (160th Infantry Brigade). Nach seiner Ernennung zum kommissarischen Generalmajor (Acting Major-General) war Whistler als Nachfolger von Generalmajor Tom Rennie von Juni 1946 bis zu seiner Ablösung durch Generalmajor John Churcher im Dezember 1946 Kommandeur (General Officer Commanding) der in Nordwesteuropa eingesetzten 3. Division (3rd Division). Er wurde in dieser Zeit am 1. Januar 1945 zum Oberstleutnant (Lieutenant-Colonel) befördert und am 29. März 1945 zum Companion des militärischen Zweiges des Order of the Bath (CB (Mil)) ernannt. Darüber hinaus wurde er für seine militärischen Verdienste in Nordwesteuropa am 22. März 1945, 9. August 1945 sowie am 4. April 1946 erneut im Kriegsbericht erwähnt. Des Weiteren erhielt er am 22. Juni 1945 den kriegsdienstbezogenen Dienstgrad eines Oberst (War Substantive Colonel) und wurde Generalmajor auf Zeit (Temporary Major-General), ehe er am 25. Februar 1946 mit Rückwirkung zum 22. Juni 1945 zum Oberst (Colonel) befördert wurde. Er wurde am 11. November 1946 zum kommissarischen Generalleutnant (Acting Lieutenant-General) ernannt, aber bereits am 30. Dezember 1946 in den Rang eines Generalmajors auf Zeit zurückversetzt.

### Nachkriegszeit und Aufstieg zum General
Am 6. Februar 1947 wurde Lashmer Whistler zum Generalmajor (Major-General) befördert, wobei die Beförderung auf den 5. April 1946 zurückdatiert wurde. Er war daraufhin von Februar 1947 bis Juni 1948 Kommandeur der britischen Truppen in Indien (General Officer Commanding, British Troops in India) sowie daraufhin von Juni 1948 bis zum 9. Mai 1950 Kommandeur der Verteidigungskräfte im Sudan (General Officer Commanding Sudan Defence Force). Nach seiner Rückkehr nach Großbritannien fungierte Generalmajor Whistler als Nachfolger von Generalmajor Charles Loewen zwischen dem 2. Juni 1950 und seiner Ablösung durch Generalmajor Horatius Murray am 14. März 1951 in Personalunion als Kommandeur der 50. Infanteriedivision (50th (Northumbrian) Infantry Division) sowie als Kommandeur des Militärdistrikts Northumbria (District Officer Commanding Northumbrian District). Nach seiner Beförderung zum Generalleutnant (Lieutenant-General) am 10. Mai 1951 wurde er Nachfolger von Generalleutnant Cameron Nicholson als Oberkommandierender des Heereskommandos Westafrika (Commander in Chief West Africa Command) und hatte diese Position bis zu seiner Ablösung durch Generalleutnant Sir Otway Herbert im November 1953 inne. Am 1. Januar 1952 wurde er zum Knight Commander des militärischen Zweiges des Order of the British Empire (KBE (Mil)) geschlagen und führte seither den Namenszusatz „Sir“.
Zuletzt wurde Generalleutnant Sir Lashmer Whistler zum Nachfolger von Generalleutnant Sir Charles Loewen Oberkommandierender des Heereskommandos West (General Officer Commanding in Chief Western Command) und hatte dieses Amt bis Januar 1957 inne, woraufhin abermals Generalleutnant Sir Otway Herbert ihn ablöste. In dieser Verwendung wurde er am 1. Januar 1955 auch zum Knight Commander des militärischen Zweiges des Order of the Bath (KCB (Mil)) geschlagen und am 6. Juli 1955 zum General befördert. Zuletzt wurde er am 1. Januar 1957 zum Knight Grand Cross des Order of the Bath (GCB) geschlagen, ehe er am 4. Februar 1957 aus dem aktiven Militärdienst ausschied und in den Ruhestand trat. Er fungierte ferner von 1953 bis zu seinem Tod 1963 als Colonel des Royal Sussex Regiment.
Er engagierte sich ferner von 1958 bis 1963 als Vizepräsident der Nationalen Kleinkaliberschützenvereinigung NSRA (National Smallbore Rifle Association) sowie zwischen 1961 und 1963 als Vorsitzender der Heereskadettenvereinigung ACFA (Army Cadet Force Association). Ferner war er 1959 sowohl Ehrenoberst der Königlichen Streitkräfte von Nigeria (Royal Nigerian Military Forces) sowie der Königlichen Streitkräfte von Sierra Leone (Royal Sierra Leone Military Forces). Aus seiner 1926 in Eastbourne geschlossenen Ehe mit Esmé Winifred Keighley gingen zwei Töchter hervor.

## Hintergrundliteratur
- Sir John Smyth: Bolo Whistler. The life of General Sir Lashmer Whistler. A study in leadership, London, Muller, 1967